# Волчанская, Инга Константиновна
Инга Константиновна Волчанская (по мужу встречается фамилия Рундквист; 6 октября 1938, Москва — 3 октября 1993, Санкт-Петербург) — советский и российский учёный — геолог и геоморфолог, доктор географических наук (1983). Разработала новое научное направление на стыке геоморфологии и металлогении — метод морфоструктурного анализа рельефа для прогноза и поисков месторождений полезных ископаемых.

## Биография
Родилась 6 октября 1938 года в Москве.
В 1960 году окончила географический факультет МГУ.
В 1962—1965 годах училась в аспирантуре на кафедре геоморфологии географического факультета МГУ.
- 1965 — Кандидат географических наук, диссертация по теме «Особенности формирования рельефа и рыхлых отложений верхнекайнозойской вулканической области на примере некоторых районов Камчатки».

В 1961—1986 годах работала в Институте геологии рудных месторождений, петрографии, минералогии и геохимии АН СССР (ИГЕМ), лаборант, младший научный сотрудник (1965), старший научный сотрудник (1972), ведущий научный сотрудник (1986) в лаборатории тектоно-магматических методов прогноза ИГЕМ АН СССР.
Работала также прорабом в Восточно-Сибирской экспедиции ИГЕМ АН СССР (1962—1963).
- 1983 — доктор географических наук, тема диссертации «Морфоструктурный анализ мезокайнозойских орогенических областей при структурно-металлогенических исследованиях».

В 1986 году переехала в Ленинград, работала во ВНИИ космоаэрометодов (ВНИИКАМ), Министерство геологии СССР.
Районы научных работ: Дальний Восток, Сибирь, Монголия, Памир, Тянь-Шань, Кавказ, Крым, Камчатка и Аляска. Одна из первооткрывателей месторождения апатит-магнетитовых редкометальных руд Мушугай-Худук, Южная Монголия.
Скоропостижно скончалась от сердечного приступа 3 октября 1993 года в Санкт-Петербурге.
Похоронена на Богословском кладбище Санкт-Петербурга.